# Arabi (Georgia)
Arabi is een plaats (town) in de Amerikaanse staat Georgia, en valt bestuurlijk gezien onder Crisp County.

## Demografie
Bij de volkstelling in 2000 werd het aantal inwoners vastgesteld op 456.
In 2006 is het aantal inwoners door het United States Census Bureau geschat op 453, een daling van 3 (-0,7%).

## Geografie
Volgens het United States Census Bureau beslaat de plaats een oppervlakte van
11,9 km², waarvan 11,7 km² land en 0,2 km² water. Arabi ligt op ongeveer 123 m boven zeeniveau.

## Plaatsen in de nabije omgeving
De onderstaande figuur toont nabijgelegen plaatsen in een straal van 24 km rond Arabi.